# Sentier de l'Altare
Le sentier de l'Altare est un sentier de randonnée de France situé en Haute-Corse. Il relie sur 14,6 kilomètres Moltifao à Asco en passant sur l'adret de la Cima Mutacchione ce qui évite de passer par les gorges de l'Asco empruntées par la route départementale 147.

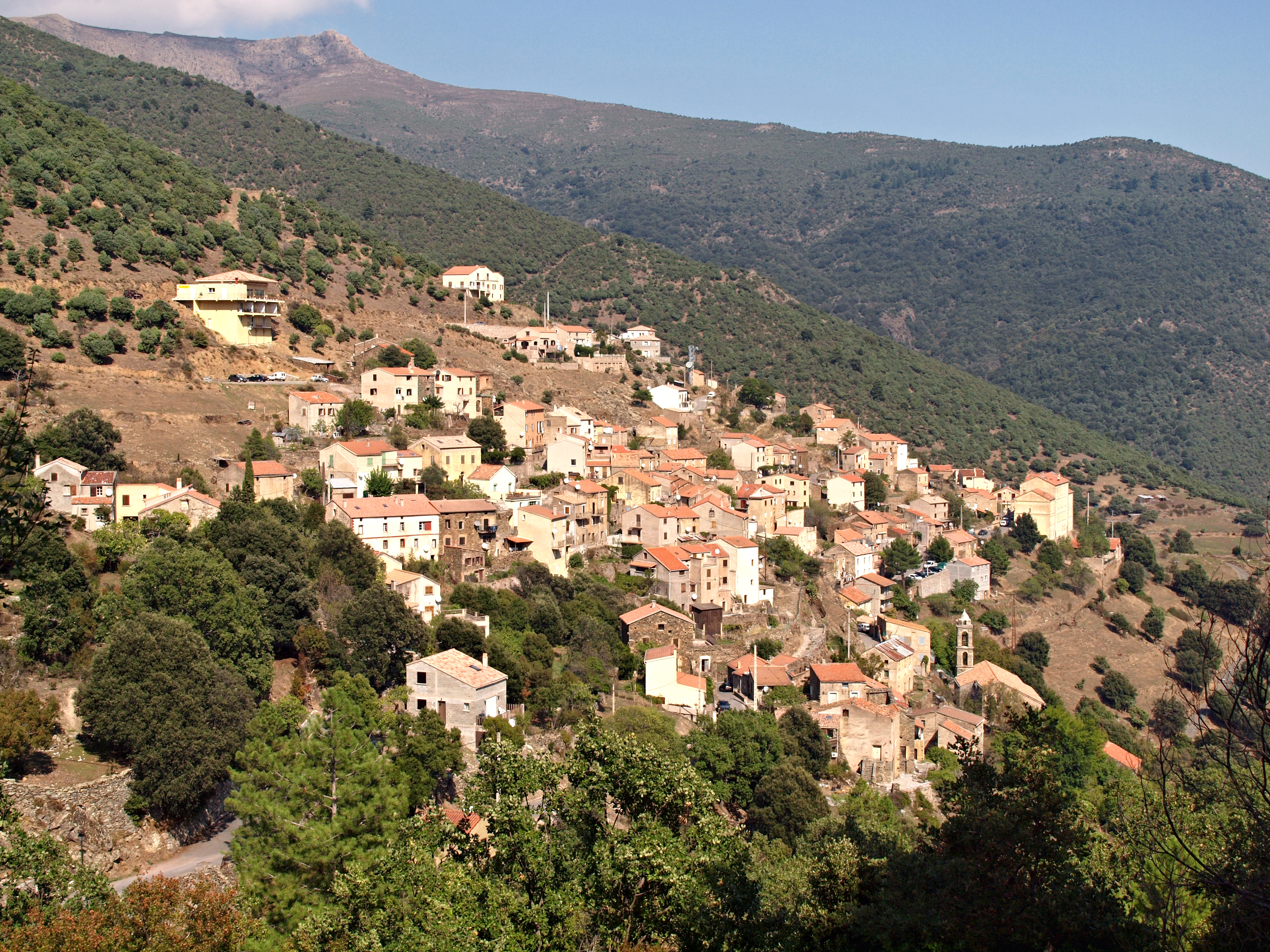
Vue d'Asco depuis le sud-ouest avec en arrière-plan la crête sud du Monte Terello traversée par le sentier de l'Altare.